# Ernst Cassirer
Ernst Cassirer (Breslau na Silésia, atualmente Wroclaw, Polônia, 28 de julho de 1874 – Nova Iorque, 13 de abril de 1945) foi um filósofo alemão de origem judaica que pertenceu à Escola de Marburgo, liderada por Hermann Cohen (1842-1918), sendo seu mais destacado representante. Professor de Filosofia em Hamburgo, foi reitor desta universidade de 1930 até a subida de Adolf Hitler ao poder (Britannica on line).
Foi um dos mais importantes representantes da tradição neokantiana de Hamburgo. Desenvolveu uma filosofia da Cultura como uma teoria dos símbolos, baseada na Fenomenologia do Conhecimento. Expandiu o campo da crítica kantiana a todas as formas da atividade humana. Para Cassirer, as categorias pelas quais Kant pensa o fato científico são um aspecto particular de formas simbólicas que revelam também o fato mítico, estético e social. Pode-se dizer que Cassirer transformou a Crítica da Razão Pura de Kant em uma crítica da cultura. Realizou estudos em direito, literatura e filosofia germânica nas universidades de Berlim, Universidade de Leipzig e Heidelberg.

## Biografia
Cassirer estudou literatura e filosofia na Universidade de Berlim, em 1899 recebeu o título de doutor, tornando-se mestre de conferência em Berlim (1906) e depois foi professor titular na recém-criada Universidade de Hamburgo (1919), ensinou filosofia até 1933. Por essa época recusou um convite para ser professor visitante em Harvard por considerá-la excessivamente obscura e remota.
Forçado a deixar a Alemanha, após a ascensão de Hitler ao poder, tornou-se professor na Universidade de Gotemburgo, na Suécia e, em 1941, na Universidade Yale e depois na Columbia University, nos Estados Unidos, onde ensinou até sua morte em 1945. Seu filho Heinz Cassirer também foi um especialista em Kant.

## Estética e Filosofia
A Stanford Encyclopedia of Philosophy (2004) define a importante contribuição de Cassirer ao relacionar os aspectos fundamentais e epistemológicos de dois campos do conhecimento, o da filosofia da matemática e das ciências naturais e, por outro lado, o da estética e da filosofia da história, mediando os dois grandes campos de conhecimento o "científico" e o "humanístico". Cassirer, ainda segundo a Enciclopédia, tinha relações profundas com dois grandes nomes destas tradições: Moritz Schlick, fundador e guia do Círculo de Viena dos empiristas lógicos, que influenciaram sobremaneira o desenvolvimento da filosofia nos Estados Unidos e Martin Heidegger, criador da versão radical do existencialismo hermenêutico da fenomenologia de Husserl, que predominaria no pensamento filosófico da Europa continental.

## Publicações em inglês
Nos Estados Unidos ele produziu dois livros (Cassirer 1944, 1946). An Essay on Man (Ensaio sobre o Homem) é uma introdução concisa de sua Filosofia das Formas Simbólicas e o segundo, The Myth of the State (O Mito do Estado) procura explicar a ascensão do Nazismo a partir do pensamento mítico. Dois importantes filósofos norte-americanos foram influenciados pelos seus escritos nesta época: Arthur Pap, orientado por Cassirer em Yale e Susanne Langer, que aprofundou a filosofia das formas simbólicas no campo literário e estético (Langer 1942). Ernst Cassirer faleceu de um ataque do coração enquanto caminhava por Nova Iorque em 13 de abril de 1945.
Grande parte de manuscritos de Cassirer estão depositados na Universidade de Yale (EUA), na Biblioteca Beinecke de Livros Raros e Manuscritos, na Universidade de Yale.

## Obras
Entre suas obras destacam-se:
- Leibniz' System in seinen wissenschaftlichen Grundlagen ("Fundamentos científicos do sistema de Leibniz"), Element, Marburg, 1902 (Laterza, 1986).
- Substance and Function (1910).
- Kant's Life and Thought (1918).
- Einstein's Theory of Relativity (1921).
- Philosophie der symbolischen Formen (Filosofia das formas simbólicas), 1923.
- Language and Myth (1925).
- Indivíduo e Cosmos na Filosofia do Renascimento (Individuum und Kosmos in der Philosophie der Renaissance. 1927)
- A Filosofia do Iluminismo" (Die Philosophie der Aufklärung. 1932)
- Determinism and Indeterminism in Modern Physics: Historical and Systematic Studies of the Problem of Causality (1936).
- The Logic of the Cultural Sciences (1942).
- An Essay on Man (Inglês) (1944)
- The myth of state ("O mito do Estado"), 1946
- The Problem of Knowledge: Philosophy, Science, and History since Hegel (1950) Edição online
- Symbol, Myth, and Culture: Essays and Lectures of Ernst Cassirer, 1935-1945 ed. por Donald Phillip Verene (1981)

### Em português
- Antropologia Filosófica (1972) São Paulo: Mestre Jou.
- Linguagem Mito e Religião (1989) Res Editora.
- A Filosofia Do Iluminismo (1997) UNICAMP.
- A Questão Jean Jacques Rousseau (1999) UNESP.
- Indivíduo e Cosmos Na Filosofia do Renascimento (2001) Martins Fontes.
- O Mito do Estado (2003) Conex.
- Filosofia das Formas Simbólicas - 2 vols. (2004) Martins Editora.
- Ensaio Sobre O Homem (2005) Martins Fontes.
- Linguagem e Mito (2006) Perspectiva.
- A Filosofia das Formas Simbólicas III (2011) Martins Editora.
- Ensaio Sobre o Homem (2012) WMF Martins Fontes.

### Em espanhol
- Las ciências de la cultura, México, FCE, 1972.
- Esencia y efecto del concepto de símbolo, México, FCE, 1975.
- El problema del conocimiento en la filosofía y en la ciência modernas, México, Fondo de Cultura Económica, 1979, 4 vols.
- Filosofía de las formas simbólicas, México, FCE, 1979, 3 vols.
- Antropología filosófica, Madrid, FCE, 1983.
- El mito del Estado, México, FCE, 1993.
- La filosofía de la Ilustración, Madrid, FCE, 1993.
- Kant, vida y doctrina, Madrid, FCE, 1993.
- Rousseau, Kant, Goethe: filosofía y cultura en la Europa del siglo de las luces, Madrid, FCE, 2007.

### Em inglês
- Substance and Function (1910), tradução ao inglês em 1923
- Kant's Life and Thought (1918), tradução ao inglês em 1923 (em archive.org)
- Philosophy of Symbolic Forms (1923-29), tradução ao inglês em 1953
- Language and Myth (1925), tradução ao inglês em 1946 por Susanne Langer
- Philosophy of the Enlightenment (1932), tradução ao inglês em 1951
- The Logic of the Humanities (1942), tradução ao inglês em 1961
- An Essay on Man (escrito e publicado originalmente em inglês) (1944)
- The Myth of the State (escrito e publicado originalmente em inglês) (1946)
- Logic of The Cultural Sciences (2000), (escrito e publicado originalmente em inglês) Yale University Press

### Obras sobre Cassirer
em inglês
- Schilpp, P.A (ed.).The Philosophy of Cassirer (Evanston,1949)
- Krois, John Michael. Cassirer: Symbolic Forms and History (1987)
- Schultz, William. Cassirer & Langer on Myth (2nd ed. 2000) trechos
- Friedman, Michael. A Parting of the Ways: Carnap, Cassirer, and Heidegger (2000) trechos
- Skidelsky, Edward. Ernst Cassirer: The Last Philosopher of Culture (Princeton University Press, 2008) 288 pp. ISBN 978-0-691-13134-4. trechos
- Barash, Jeffrey Andrew. The Symbolic Construction of Reality: The Legacy of Ernst Cassirer (2008) trechos
- Gordon, Peter Eli. Continental Divide: Heidegger, Cassirer, Davos (2010)

em italiano
- Cassirer e il problema etico nella esperienza mitica (italiano, L. Lugarini, Milão, 1967)
- Funzione, símbolo e struttura. Saggio su Ernst Cassirer (italiano, M. Lancellotti, Roma, 1974)
- L'oggettività istituzionale. Critica della cultura e critica del significare in E. Cassirer (italiano, B. Bolognini, Firenze, 1980)

em português
- Garcia, Rafael R. Genealogia da Crítica da Cultura: sobre a Filosofia das Formas Simbólicas de Ernst Cassirer (Novas Edições Acadêmicas, 136 p. ISBN 978-3-639-61073-4